# バルブロ・ヒオルト・アフ・オルネス
バルブロ・ヒオルト・アフ・オルネス（Barbro Hiort af Ornäs、1921年8月28日 - ）は、スウェーデンの女優である。スウェーデンのヨーテボリで生まれる。1958年の『女はそれを待っている』によりビビ・アンデショーン、エヴァ・ダールベック、イングリッド・チューリンと共同で第11回カンヌ国際映画祭女優賞を獲得した。

## 主なフィルモグラフィ
- Medan staden sover (1950)
- Barabbas (1953)
- Das Fräulein von Scuderi (1955)
- 女はそれを待っている Nära livet (1958)
- För att inte tala om alla dessa kvinnor (1964)
- ベルイマン監督の 恥 Skammen (1968)
- 沈黙の島 The Passion of Anna (1969)
- 愛のさすらい Beröringen (1971)
- ある結婚の風景 Scener ur ett äktenskap (1973)
- Den ofrivillige golfaren (1991)